# Райкоке (остров)
Вижте пояснителната страница за други значения на Райкоке.
Райкоке (на руски: Райкоке; на японски: 雷公計島) е един от най-северните острови от централната група на Курилските острови. Административно попапада в Сахалинска област на Русия. На север протокът Крузенщерн го отделя от остров Шиашкотан, а на юг чрез пролива на Головнин е отделен от остров Матуа.

## Описание
Островът представлява горната част на активния вулкан Райкоке, който се издига на 551 метра над морското равнище. Част от него е разположен върху подводна тераса, която се намира на 130 м под нивото на морската вода. Другата му част се издига директно от дъното на Охотско море, с което общата му височина, от дъното до върха, става около 2500 метра. Размерите на острова на нивото на водата са 2,5 х 2 км.
Върхът на Райкоке завършва със стъпаловиден вулканичен кратер с изключително стръмни стени. Диаметърът му е 700 м, а дълбочината – 200 м. Склоновете са покрити с дебел слой от уплътнена вулканична пепел, шлака и лава. По източния скат се виждат застинали потоци от лава, а по южния – ясни следи от пирокластични потоци.

## История
Руснаците завладяват Курилските острови в началото на 18 век, почти веднага след присъединяването на Камчатка към Русия. Движат се по архипелага от север на юг и достигат най-южните острови Итуруп и Кунашир през 1760-те години.
През 1855 г. между руския и японския император е сключен Симодският договор, според който всички Курилски острови на север от Итуруп, включително и Райкоке, остават във владение на Русия. През 1875 г. руският император Александър II сключва следващия, Санктпетербургски договор с японския император, според който Русия получава остров Сахалин, а Япония – 18 от Курилските острови, между които и Райкоке.
През 1905 г., след Руско-японската война, победената Русия отстъпва всички Курилски острови на Япония, заедно с Южен Сахалин.
През 1945 г., по време на Втората световна война, СССР отвоюва от Япония всички Курилски острови, включително и Райкоке. След разпада на съюза, островите остават в границите на Русия, като страна, правоприемница на СССР.

## Флора
Активността на вулкана в миналото влияе не само на геоморфологичния облик на острова, но и на качествения и количествен състав на растителните и животински съобщества. Най-мощните изригвания водят до пълното унищожаване на флората и фауната, възстановяването на които става много бавно. Например през 1960 г. растителността, която изчезва след ерупцията от 1924 г., все още липсва напълно.
В наше време, когато са изминали почти 100 години след това последно изригване, вулканът е съвсем спокоен, не се наблюдава даже фумаролна активност и растителният и животински свят бавно се възстановяват. Дъното и вътрешните склонове на кратера, които не са прекалено стръмни, са покрити с растителност. На почти голите външни склонове, засипани със смес от шлака и силно втвърдена вулканична пепел и брулени от силни ветрове, е много трудно да се закрепят някакви растения, така че те практически остават голи.
Под въздействието на валежите, ветровете и снежните лавини в горните части на острова почвата почти изцяло е свлечена надолу към по-ниските места. Благодарение на това в ниските части се е натрупал дебел слой от хумус, подходящ за развитието на буйна тревиста растителност. Тя образува гъста, зелена покривка, удобна като обиталище на многочислени морски птици.
На острова са открити 68 вида васкуларни растения, принадлежащи към 27 семейства, от които най-разпространени са сложноцветните и житните – по 7 вида от всяко семейство. От карамфиловите и пиреновите са намерени по пет вида. На западния склон преобладават тревистите leymus mollis и пелин от вида artemisia unalaskensis. Открити са и единични екземпляри от angelica gmelinii, stellaria ruscifolia, potentilla megalantha, taraxacum shikotanense и anaphalis zhemchuzhnyj.
В условията на влажния климат крайбрежните камъни са покрити с лишеи, а след прилив са обилно обсипани с водорасли и охлюви от вида литорини. Крайбрежната зона е заета от ивица от гъсто растящи ламинарии.

## Фауна
Отсъствието на прясна вода оказва своето влияние върху видовото разнообразие на острова. Поради тази причина, наземните видовете бозайници, които обитават съседните острови, тук не се срещат, а са представени изключително от морски видове и някои дребни гризачи.
В миналото на Райкоке се е намирала една от най-големите колонии от морски котки на Курилските острови, определяна на около 15 000 екземпляра. По време на земетресението от 1901 г. част от върха се срутва, засипва територията, обитавана от морските котки, и колонията е унищожена. В началото на 20 век те почти напълно са изчезнали, не само от Райкоке, но и от останалите острови на архипелага. Днес почти всяка скала на острова е обиталище на морски котки. Опасност за тях са силните летни бури и урагани, които не се случват често, но унищожават убежищата им и отнасят в океана много от малките.
Крайбрежната ивица е дом на голямо количество обикновени морски видри, един от трите подвида, ендемични за северната част на Тихия океан. Островът се обитава и от тихоокеанските тюлени Phoca vitulina stejnegeri, които наброяват няколко десетки екземпляра. Срещат се и сивучи, които обитават главно Дългата скала, но неголямо количество от тях живеят и на Високата скала.
Колониите от морски птици на Райкоке са едни от най-големите не само на Курилските острови, но и в целия руски Далечен изток. На острова се наблюдава висока активност на тихоокеански и трипръсти чайки, чиито огромни колонии са разположени на стръмните стени на Високата скала. По крайбрежните скали гнездят полярен буревестник и Phalacrocorax.
Почвата на Райкоке е песъчлива, примесена с хумус и преплетени растителни корени. В нея са създадени естествени дупки, в които правят гнездата си различни видове дребни морски птици. Други гнездят в скалните пукнатини. Най-често това са качулата тъпоклюна кайра (Fratercula cirrhata), aethia и цефус (cephus) от семейство Кайрови.
В ниската част, обилно обрасла с тревиста растителност, епизодично се наблюдават северна вълнолюбка (oceanodroma furcata), synthliboramphus, aethia pygmaea, fratercula corniculata.